# Шойгу Сергій Кужугетович
Сергій Кужугетович Шойгу (рос. Сергей Кужугетович Шойгу, тув. Сергей Күжүгет оглу Шойгу; нар. 21 травня 1955, Чадан, Тувинська АРСР, РРФСР) — російський державний діяч та політик тувинського походження. Міністр оборони Російської Федерації з 6 листопада 2012 року по 12 травня 2024. Секретар Ради Безпеки РФ з 12 травня 2024 року. Герой Росії (1999).
Генерал армії. Член Бюро Вищої ради партії «Єдина Росія».
Президент Російського географічного товариства. Академік Академії проблем якості РФ, Міжнародної академії наук з екологічної безпеки, а також Російської і Міжнародної інженерних академій. Підозрюваний у вчиненні особливо тяжких злочинів проти основ національної безпеки України, миру та міжнародного правопорядку. Перебуває у міжнародному розшуку з червня 2024 року.

## Життєпис
Народився в сім'ї спадкових кочівників-скотарів. Батько Кужугет Серейович Шойгу (уроджений Шойгу Серейович Кужугет, пізніше радянська брократія поміняла місцями його ім'я і прізвище) — усе життя працював у партійно-радянських органах і вийшов на пенсію першим заступником Ради міністрів Тувинської АРСР, був редактором районної газети. Мати — зоотехнік Олександра Яківна Шойгу (Кудрявцева) (родичі Сергія Шойгу по материнській лінії уродженці України, Шойгу був хрещений у православ'я 1960 року в Стаханові Луганської області).
У школі Сергій Шойгу мав посередню успішність. 1972 року, після закінчення школи, поїхав вчитися до Красноярського політехнічного інституту, який закінчив 1977 року за спеціальністю «інженер-будівельник». Закінчив військову катедру.

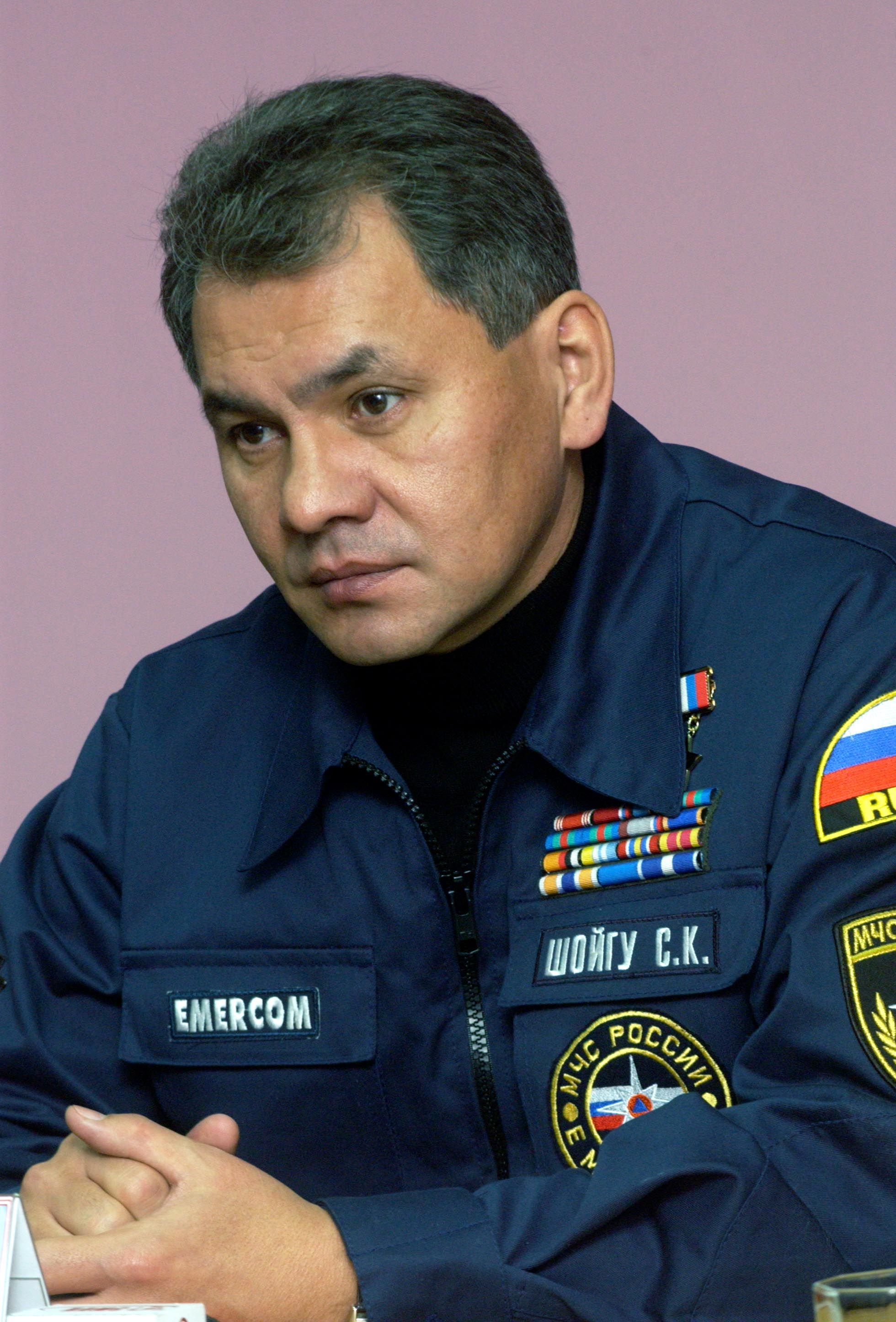
Міністр МНС Росії, 2003 рік

### Кар'єра
- 1977—1978 рр. — майстер тресту «Промхімстрой» (Красноярськ).
- 1978—1979 рр. — майстер, начальник дільниці тресту «Тувінбуд» (Кизил).
- 1979—1984 рр. — старший виконроб, головний інженер, начальник будівельного тресту «Ачінскалюмінійстрой» (Ачинськ).
- 1984—1985 рр. — заступник керівника трестом «Саяналюмінбуд» (Саяногірськ).
- 1985—1986 рр. — керівник трестом «Саянважкбуд» (Абакан).
- 1986—1988 рр. — керівник трестом «Абаканвагонбуд» (Абакан).
- 1988—1989 рр. — другий секретар Абаканського ДК КПРС (Абакан).
- 1989—1990 рр. — інспектор Красноярського крайкому КПРС (Красноярськ).
- 1990—1991 рр. — заступник голови Державного комітету РРФСР з архітектури і будівництва (Москва).
- 1991-й — голова Російського корпусу рятувальників (Москва).
- З 1991 року — голова Державного комітету РРФСР з надзвичайних ситуацій.
- З 1994-го — міністр РФ у справах цивільної оборони, надзвичайних ситуацій і ліквідації наслідків стихійних лих.
- З січня 2000 року — заступник голови Уряду Російської Федерації — міністр Російської Федерації у справах цивільної оборони, надзвичайних ситуацій і ліквідації наслідків стихійних лих.
- З 18 травня 2000-го — міністр Російської Федерації у справах цивільної оборони, надзвичайних ситуацій і ліквідації наслідків стихійних лих.

Обіймав посаду голови МНС в урядах Віктора Черномирдіна, Сергія Кирієнка, Євгена Примакова, Сергія Степашина, Володимира Путіна (двічі), Михайла Касьянова, Михайла Фрадкова, Віктора Зубкова.

### Політична кар'єра

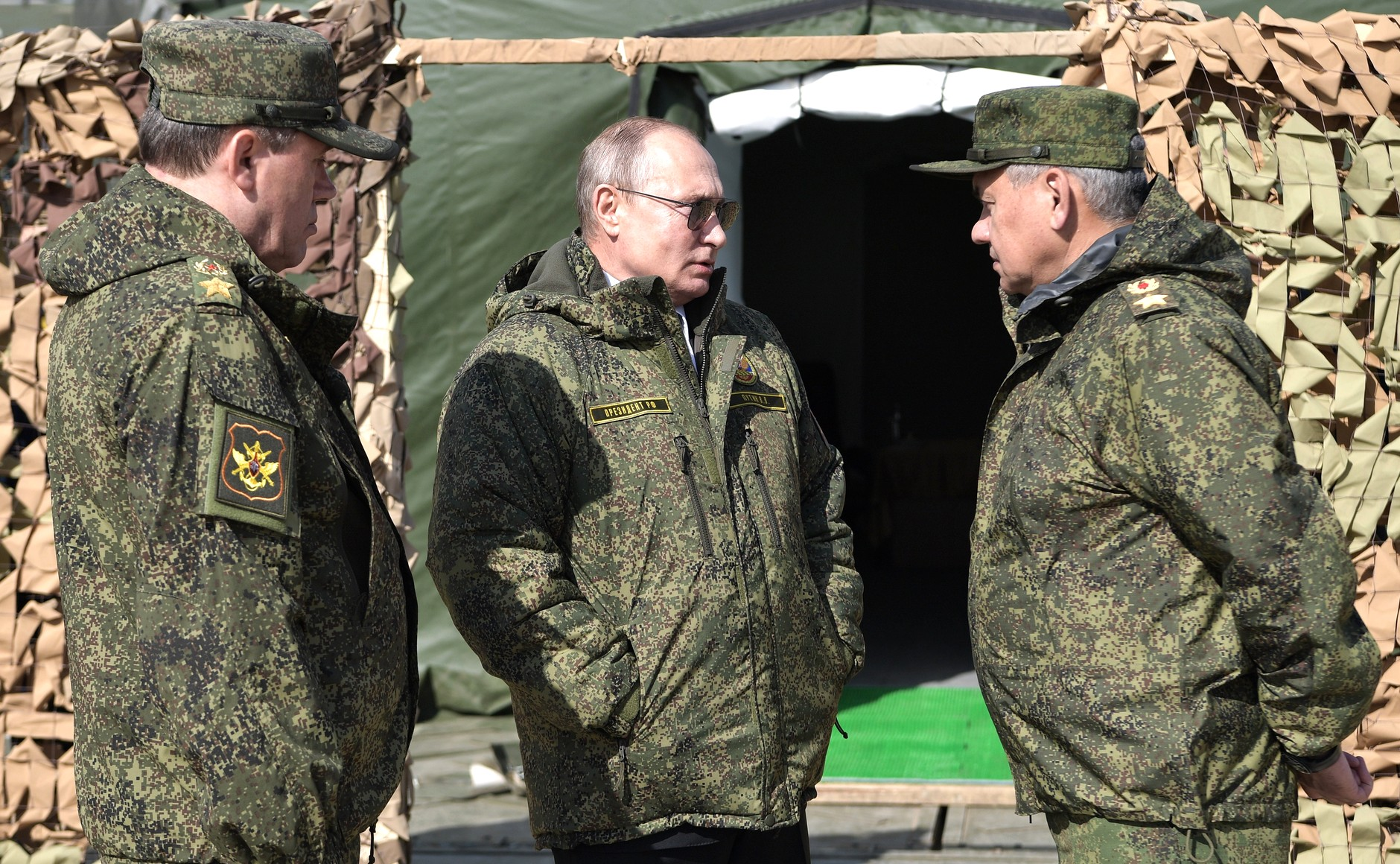
Сергій Шойгу, Президент РФ Путін та начальник генштабу Валерій Герасимов на військових навчаннях Центр-2019. Полігон «Донгуз» в Оренбурзькій області. 20 вересня 2019 року.

Політична кар'єра почалася 1995 р. після вступу до складу руху «Наш дім — Росія», очолюваного Віктором Черномирдіним.
А 1999 року, у момент передачі влади Єльциним Путіну, Шойгу став керівником нового руху «Єдність». На виборах у Держдуму цей рух поступився КПРФ, зате обійшов очолюваний Юрієм Лужковим рух «Вітчизна — вся Росія».
1 грудня 2001 року Шойгу став співголовою партії «Єдина Росія», що утворилася з колишніх конкурентів на виборах до Державної Думи 1999 року (міжрегіонального руху «Єдність» і суспільно-політичної організації «Вітчизна — вся Росія»). Постом лідера «єдиноросів» Шойгу поступився Борису Гризлову.
Після першого успіху на виборах Шойгу, хоч і зберіг високий пост в партійній ієрархії, від активної публічної діяльності відійшов, поступившись першими позиціями в «Єдиній Росії» іншим особам. При цьому прізвище Шойгу перебувало на верхніх рядках списків «єдиноросів» як на виборах 2003 р. (другий у списку), так і 2007 р. (Лідер списку партії в найбільш проблемному для неї регіоні — Ставропольському краї).

## Шойгу та Україна
У вересні 2015 року включений до санкційного списку України у відповідь на російську збройну агресію. До списку були включені його поплічники — Валерій Герасимов, Олександр Лєнцов, Володимир Шаманов та інші.
Фігурант бази даних центру «Миротворець» як особа, що становить загрозу національній безпеці України й міжнародному правопорядку.
25 червня 2024 року Палата попереднього провадження II Міжнародного кримінального суду (МКС) видала ордери на арешт нині колишнього міністра оборони Росії Сергєя Шойгу  за обстріли енергетичної інфраструктури України.

## Оцінки
|  | Сергій Шойгу за роки керування російським військовим відомством став доларовим мультимільйонером, награбувавши з бюджету більше грошей, ніж будь-який військовий міністр в історії людства. Але він виявився розумнішим, ніж його попередники: для забезпечення своєї діяльності він створив гігантську піар-машину, яка годувала населення Росії та Володимира Путіна особисто казками, мультфільмами, байками, роликами і текстами про те, що армія Росії — сильна, мобільна непереможна, повністю забезпечена всім необхідним та оснащена найкращою технікою у світі. Для показухи в РФ дійсно було створено кілька підрозділів постійної готовності, які ходили на паради, брали участь у зйомках пропагандистських роликів та іноді брали участь у операціях за кордоном. Але решта армії залишилася бідною, голодною, немитою, невмілою і неповороткою. На рівні 1985 року, але тільки зі старою іржавою технікою, без сучасного зв’язку та системи управління. Я думаю, Шойгу теж був упевнений, що жодної великої війни вже не буде, тому можна красти гроші, показувати мультики і доповідати про те, що все йде чудово. Він так і робив, і не без успіху — всі й справді думали, що армія РФ дуже сильна. Але зараз увесь світ побачив худих, голодних і замурзаних солдатів, які не розуміють, де опинилися, і добувають їжу мародерством. Бачать командирів, котрі просто не вміють керувати військами. Бачать старі кинуті танки і гради, які стоять без пального через невмілу логістику. За два тижні міф про непереможність російської армії повністю розсипався (Іван Яковина) |

## Нагороди
- У серпні 1991 року, під час путчу «ГКЧП» Шойгу активно підтримав Єльцина, за що згодом був нагороджений медаллю «Захиснику вільної Росії».
- У лютому 1994 року його було нагороджено новою нагородою — орденом «За особисту мужність».
- Лавреат Премії Андрія Первозванного 1997 року «за блискуче рішення в найкоротші терміни завдання формування загальноросійської служби „допомоги і порятунку“, що стала для мільйонів людей символом надійності і надії».
- Лавреат Премії Володимира Висоцького «Своя колія» 1998 року «за пошук своїх оригінальних рішень, активність творчої самовіддачі та високий професійний рівень».
- Лавреат Національної громадської премії імені Петра Великого 1999 року «за ефективне управління та розвиток національної системи цивільної безпеки Росії».
- 20 вересня 1999 року Шойгу був удостоєний звання Героя Росії «за мужність і героїзм, проявлені при виконанні військового обов'язку в екстремальних ситуаціях».
- Заслужений рятувальник Російської Федерації (2000)
- 21 травня 2002 — орден «Данакер» за великий внесок у зміцнення дружби і співпраці між РФ і Киргизстаном.
- 20 серпня 2004 р. — цивільний орден «срібний хрест» I ст. за гідне виконання військового і громадянського обов'язку (фонд «Суспільне визнання»).
- У день 50-річчя 21 травня 2005 року Шойгу був нагороджений орденом «За заслуги перед Вітчизною» III ступеня.
- Постановою Міжнародної асоціації дитячих фондів у жовтні 2005 року, нагороджений Почесною золотою медаллю імені Льва Толстого за видатні заслуги в справі захисту дитинства і благодійному служінні.
- Лавреат міжнародної премії «Персона року — 2006» Російського інформаційного агентства «РосБізнесКонсалтинг» в номінації «За реалізацію комплексу заходів щодо попередження та ліквідації надзвичайних ситуацій».
- Указом Президента Республіки Інгушетія від 13 січня 2007 року, нагороджений орденом «За заслуги» за великий внесок у становлення і розвиток рятувальних служб Республіки Інгушетія і надання допомоги в ліквідації наслідків стихійних лих.
- Лавреат «Національної екологічної премії» за 2011 рік «за узгодженість дій при управлінні ліквідацією катастрофічних пожеж влітку 2010 року».[13]
- 9 березня 2022 року отримав лист-подяку від НАЗК «за неоціненний внесок у те, що російські засоби та ресурси забезпечення для нападу на Україну були розкрадені ще на етапі їх накопичення на кордоні двох держав».[14]

## Критика та корупція
У різноманітних засобах масової інформації часто піддається критиці, ввиду того, що ні дня не служив у російській армії. Дослідники політики Путіна та команда Навального такі заслуги Шойгу, ввиду відсутності професійних якостей, пояснюють лише близьким знайомством з Путіним — він виступає як близька людина на яку той може покластися, очолював виборчий список Партії «Єдина Росія» за останні роки президентства Путіна став медійною особою.
На своїй батьківщині, в Республіці Тува, влаштував культ своєї особи — від вказівки розвішування власних портретів у державних установах до влаштування музею своєї особи у 2015 році із численними картинами, де він зображений у різних ́образах.
Причетний до розкрадання армії та привласнення коштів родиною та приближеними особоми. Зокрема, його дружина, раніше нікому невідома стюардеса після знайомства із Шойгу стала мільярдером на державних контрактах з МЧС Росії та міністерством оборони, згодом купивши палац на Рублівці поруч із рештою друзів Путіна. Несподівано великими статками раптово стали володіти дочки Шойгу.

## Родина
- Одружений. Є дві доньки — Юлія (1977 р. н.) та Ксенія (1991 рр.).
- Ірина Олександрівна Шойгу (31.05.1955) — дружина Шойгу. Засновниця ТОВ «Рекапмед».[17]
- Ксенія Сергіївна Шойгу (10.01.1991)[18] — дочка у віці 18 років купила маєток на Рубльовці за $9 млн, згодом на різноманітних державних будівництвах за допомогою друга Путіна Тімченка заробила біля $2 млрд та купила нерухомості понад $1,5 млрд.[16]
- Юлія Сергіївна Шойгу (04.05.1977) — донька, що займає високий пост, який раніше займав її батько, її наречений — замісник Генерального прокурора Росії, колишній прокурор Московської області.[16]
- Старша сестра — Лариса Кужугетівна Шойгу (21.01.1953-10.06.2021), депутатка Державної Думи 5, 6 і 7 скликань від партії «Єдина Росія» (2007—2021), за освітою лікарка-психіатр.
- Ймовірно, має романтичні стосунки з колишньою стюардесою Оленою Камінскас (Шебуновою), яка працювала у міжвідомчій організації МНС рос. «Пищевик», що забезпечувала харчування на місцях де працюють російські рятівники, де і познайомилась із Шойгу.[19][16] За заявою команди Навального, Шойгу має три позашлюбних дитини від коханки: Данило Шебунов (Sheba Singer), Степан і Дар'я.[16][20]

## Факти
- Через введення Росією своїх військ до східної України 29 серпня 2014 р. Польща закрила свій повітряний простір для літака міністра оборони РФ Шойгу й літак змушений був повернутися назад на аеродром у Братиславі[21] Питання про надання дозволу на переліт до Москви росіяни змогли вирішити лише на дипломатичному рівні.
- Батько Сергія Шойгу — мав ім'я Шойгу та родове ім'я — Кужугет. Коли після приєднання у 1944 році Туви до Росії тувинцям почали видавати паспорти, працівник НКВС, який займався цією справою, поміняв місцями родове і особисте ім'я, вирішивши, що багато тувинців будуть мати однакове прізвище[22]
- Своєю кар'єрою Сергій Шойгу зобов'язаний своєму тестю — головному інженеру будівельного тресту «Ачинськалюмінбуд» Олександру Антипіну, крісло якого зайняв вже через кілька років після одруження та другого тестя — першому секретарю Ачинського міськкому КПРС Олегу Шеніну, що став згодом секретарем ЦК КПРС, а у пострадянський час відомим діячем КПРФ.[23] Під час Серпневого путчу дороги шляхи Шойгу та Шеніна розійшлися, оскільки перший підтримав Єльцина, а другий — ГКЧП.
- Сергій Шойгу «пережив» на своєму посту вже двох президентів і 21 відставку уряду. І це абсолютний рекорд для пострадянської Росії.
- Шойгу є шанувальником генерала Білої армії барона Романа фон Унгерна.
- 2009 року на зустрічі з ветеранами у Волгограді Шойгу заявив, що:[24] |  | Я вважаю, що нашому парламенту треба прийняти закон, який би передбачав кримінальну відповідальність за заперечення перемоги СРСР у Великій Вітчизняній війні, і тоді б президенти деяких країн, які заперечують це, не змогли б безкарно приїжджати в нашу країну… |
- 18 лютого 2015 року Шойгу затвердив офіційне гасло для російських військ матеріального забезпечення:

|  | «Ніхто краще за нас» (рос. Никто лучше нас). |

Як з'ясувалося, цей вислів грубо порушує норми російської мови. Цей казус породив у соціальних мережах цілу хвилю сарказму, уїдливих та пародійних насмішок:
«після нас хоч ніщо», «від нас сховатися ніде»;
 «ніщо краще нас», «ніде краще нас», «ніколи краще нас»;
 «хто такий Ніхто? чим він краще нас?»,
 «ніхто більш краще нас»;
 «мабуть гасло через гугл-транслейт перекладали»;
 «ніде краще тут», «Моя твоя не понимать».
•   У молодості Шойгу захоплювався археологією і брав участь в експедиціях із пошуку тюркських курганів у Туві, роздумуючи про кар’єру історика.